# Thesium impeditum
Thesium impeditum är en sandelträdsväxtart som beskrevs av Arthur William Hill. Thesium impeditum ingår i släktet spindelörter, och familjen sandelträdsväxter. Inga underarter finns listade i Catalogue of Life.